# Потез 630
Потез 630 (фр. Potez 630) је фамилија француских вишенаменских двомоторних авиона, са три члана посаде, развијен за француско ратно ваздухопловство на основу спецификације из 1934. године, првенствено као тешки ловац разарач.

## Пројектовање и развој
Авион фамилије Потез 63 је настао на основу захтева француског министарства ваздухоплоства из 1934. године за израду двомоторног лаког одбрамбеног вишеседа, поучени позитивним искуством у примени тешког ловца Бреге 690. На основу тога Потез-ови (Avions Henry Potez) инжењери Luis Coroller и Andre Delaruelle су конструисала двомоторни двосед или тросед, вишеструке намене, али у основи ловац. Први лет је био 25. априла 1936. год. сада са ознаком Потез 630. Овај авион је имао мотор Hispano-Suiza 14Ab 01/02 од 640 KS. Исте године је извршена национализација француске ваздухопловне индустрије и између осталих створен је и концерн SNCAN (Societe Nacionale Constructions Aeronautiqeus du Nord) који је објединио 5 фабрика укључујући и Потезов погон у Меолту. На челу овог концерна био је Анри Потез који је наставио рад на развоју фамилије авиона Потез 63.
На почетку рата је овај авион коришћен као ловац али се показало да је спор и да су мотори преслаби, па је повучен из прве борбене линије. Овај мотор је угађен у првих 48 авиона, а у остале из прве серије је уграђиван мотор Gnome-Rhône 14 Ab 10/11 сличне снаге.
Зато су на следећим Потез 631 уграђивани мотори Gnome-Rhône 14M. Поред тога развијено је још неколико варијанти овог авиона за следеће намене: дневно-ноћни ловац једносед за напад на бомбарере (C3), као двосед дневни ловац–бомбардер (C2) и као двосед ноћни ловац (CN2)
Рађене су касније и друге варијанте 632-обрушавајући бомбардер за морнарицу, 633-лаки бомбардер, 837 -тросед извиђач, 63.11 извиђач-бомбардер, којих је и највише направљено. Било је још неких подваријанти и екперименталних авиона. До почетка рата многе јединице у француском ратном ваздухопловству су имале неку од варијанти овог авиона.

## Технички опис
Потез 630 је двомоторни, нискокрилац, са увлачећим стајним трапом потпуно металне конструкције двосед или тросед (у зависности од намене) са чистим аеродинамичним линијама и удвојеним вертикалним стабилизаторима и кормилима правца.
Труп му је елиптичног попречног пресека, направљен од алуминијума. Дуги застаклени поклопац кабине у коју се могло комотно сместити три члана посаде било је места за пилота и стрелца који је користио покретан лаки митрраљез за одбрану од напада авиона са задње сфере. У варијантама  извиђач или лаки бомбардер у средини кабине између пилота и стрелца седео је извиђач (уједно и радио оператер) или бомбардер нишанђија.
У авионе из фамилије Потез 63 уграђивале су се две врсте радијалних мотора са 14 цилиндара распоређених у дуплу звезду. Један је био производње Hispano-Suiza 14Ab, који је имао максималну снагу 501 kW  (671KS). Други је био мотор Гноме-Рон (Gnome-Rhone 14M 4/5) мксималне снаге 522 kW (700 KS). Оба ова мотора су имала компресоре. На вратила мотора су биле постављене трокраке металне вучне елисе променљивог корака.
Крила су била металне конструкције, трапезастог облика са две рамењаче обложена дуралуминијумским лимом, а завршавала су се полукругом. Оса крила је била управна на осу авиона. Крила су била дебелог профила па се у њих могли сместити резервоари за гориво и митраљези са складиштем муниције. Резервоари за гориво су се налазили у делу крила између трупа авиона и мотора.
Авион је имао класичан увлачећи стајни трап са два точка опремљена гумама ниског притиска (балон гуме) напред и клавирски гумени точак на репу авиона као трећу ослону тачку авиона, који се у току лета није увлачио у труп авиона.

### Варијанте авиона Потез 630
Поред мноштва прототипова који су развијени у овој породици авиона, овде са наводе само они типови фамилије Потез 63 који су били у серијској производњи.
- 630 - први производни модел авиона фамилије Потез 63 са моторима Hispano-Suiza 14Ab
- 631 - други производни модел са моторима Gnome-Rhone 14M 4/5,
- 631 Ins - авион за обуку и тренажу пилота,
- 63.11 - извиђачка варијанта авиона фамилије Потез 63,
- 633 B2 - лаки бомбардер фамилије Потез 63,
- 634 - модернизовани авион за обуку пилота,
- 635 CN2 - ноћни ловац,
- 671 - тешки ловац (разарач)

## Земље које су користиле Авион Потез 630
| - Краљевина Италија - Француска - Румунија - Грчка | - Краљевина Југославија - Трећи рајх - Пољска - Швајцарска |

## Оперативно коришћење
Авион Потез 63 је био најбројнији француски авион произвођен пред Други светски рат. До капитулације Француске, француско ратно ваздухопловство је користило 1115 ових авиона. Током 1937 и почетком 1938. године владало је велико интересовања страних земаља за овај авион, тако да је SNCAN имала чврсте поруџбине за 77 авиона ове фамилије од 5 земаља. То су биле: Кина, Југославија, Румунија, Грчка и Швајцарска док је Чехословачка фирма Авиа откупила лиценцу за производњу ових авиона која није остварена јер је у међувремену Немачка окупирала Чехословачку. Већина ових поруџбина није или је делимично остварена, пошто је француска војска због непосредне или ратне опасности, реквирирала све произведене авионе у француским фабрикама, тако да је извезено свега 39 примерака ових авиона.
Употребљен је у току ратних операција између Републике Француске и Нацистичке Немачке са ограниченим успехом јер је био инфериоран у односу на немачки Месершмит Бф 109. Након распада Републике Француске овај авион се нашао у саставу ваздухопловства Вишијевске Француске, Слободне француске а заробљене авионе су користили и Италијани и Немци. Немци су заробљене авионе Потез углавном користили као авионе за везу или обуку пилота. Производња авиона Потез је настављена под немачком контролом и након Немачке окупације окупације Француске.

### Авион Потез 630 у Југославији
Војно ваздухопловство Краљевине Југославије (ВВКЈ) је купило два авиона Потез 630. Оба Потеза 63 (како су их звали у југословенском ваздухопловству) су прво били у опитној групи, а затим у 6 ваздухопловно-ловачком пуку. У његовом саставу су летели до почетка Априлског рата 1941. године. Приликом ратних операција на самом почетку рата ови авиони су оштећени тако да нису у њему учествовали.